# إريني ستيورات
إريني ستيورات (بالإنجليزية: Earnie Stewart)‏ (مواليد 28 مارس 1969) هو لاعب كرة قدم. يلعب مع منتخب الولايات المتحدة الأمريكية لكرة القدم. سبق له أن لعب في كأس العالم لكرة القدم مع منتخب بلاده.

## مسيرته الكروية
لعب إريني ستيورات خلال مسيرته الاحترافية مع 4 أندية في ثمانية عشر موسمًا وسجل خلالها 119 هدف ضمن 474 مباراة. ولم يفز بأي موسم بالكأس وفاز في موسم واحد بالدوري.
خاض إريني ستيورات مسيرته مع نادي في في في فينلو في موسم 1988–89 في المرة الأولى ولمدة موسمين ثم في موسم 2004–05 لمدة موسم واحد، مشاركًا طوالها في 68 مباراة سجل خلالها 16 هدفًا. ثم انتقل إلى نادي فيلم تو تيلبورغ في موسم 1990–91 ليلعب معه ستة مواسم، حيث شارك في 170 مباراة سجل خلالها 49 هدفًا. لينتقل بعدها إلى نادي ناك بريدا في موسم 1996–97 ليلعب معه سبعة مواسم، مشاركًا في 189 مباراة سجل خلالها 50 هدف. ثم انتقل إلى نادي دي.سي. يونايتد في عامي 2003-2005 ولمدة موسمين، مشاركًا في 47 مباراة سجل خلالها 4 أهداف.

## روابط خارجية
- إريني ستيورات على موقع الاتحاد الدولي (مؤرشف)  (الإنجليزية)
- إريني ستيورات على موقع الدوري الأمريكي (الإنجليزية)
- إريني ستيورات على موقع قاعدة بيانات كرة القدم.إي يو (الإنجليزية)
- إريني ستيورات على موقع بيانات كرة القدم. دي إي (الألمانية)
- إريني ستيورات على موقع ناشيونال فوتبول تيمز (الإنجليزية)
- إريني ستيورات على موقع Soccerway.com (الإنجليزية)
- إريني ستيورات على موقع عالم كرة القدم.نت (الإنجليزية)